# ال سرو (نیومکزیکو)
ال سرو (به انگلیسی: El Cerro) یک منطقهٔ مسکونی در ایالات متحده آمریکا است که در نیومکزیکو واقع شده‌است. ال سرو ۲٬۹۵۳ نفر جمعیت دارد و ۱٬۴۷۵٫۸۶ متر بالاتر از سطح دریا واقع شده‌است.